# Tom Lockyer
Thomas Alun „Tom“ Lockyer (* 3. Dezember 1994 in Cardiff) ist ein walisischer Fußballspieler, der seit September 2020 bei Luton Town unter Vertrag steht. Der Innenverteidiger ist seit 2017 walisischer Nationalspieler.

## Karriere

### Verein
Im Alter von elf Jahren begann Lockyer bei seinem Heimatverein Cardiff City mit dem Fußballspielen, mit 16 wurde ihm aber beschieden, dass er zu klein sei, um auf seiner bevorzugten Position als Innenverteidiger zu spielen. Er wechselte daraufhin über den Bristolkanal zu den Bristol Rovers. Nach einem Jahr in der Juniorenmannschaft spielte er ab 2012 in der ersten Mannschaft in der vierten englischen Liga, wo er in der ersten Saison vier Einsätze von insgesamt 33 Minuten hatte. Die zweite Saison 2013/14 endete mit dem Abstieg in die fünfte Liga, die Conference National 2014/15. Nach einem Jahr in der Fünftklassigkeit konnten sie in den Playoffs im Finale durch den Sieg im Elfmeterschießen den Wiederaufstieg erreichen. Die Saison 2015/16 beendeten sie auf dem dritten Platz und stiegen damit direkt in die dritte Liga auf. Hier erreichten sie den 10. Platz. Nach dem 13. Platz 2017/18 und dem 15. Platz 2018/19 wechselte er zum  Zweitligaaufsteiger Charlton Athletic. Dieser konnte sich aber nicht in der Liga halten und stieg als Drittletzter wieder ab, worauf Lockyer zum vorherigen Konkurrenten Luton Town wechselte.

### Nationalmannschaft
Ab 2015 nahm er mit der walisischen U-21-Nationalmannschaft an der Qualifikation zur U-21-EM teil. Als Vierte verpassten sie aber die Endrunde.
Seinen ersten Einsatz in der walisischen A-Auswahl hatte er am 14. November 2017, als er zur zweiten Halbzeit des Freundschaftsspiels gegen Panama eingewechselt wurde. In der erfolglos verlaufenen Qualifikation für die WM 2018 saß er fünfmal nur auf der Bank. Die Qualifikation für die EM 2021 lief dann erfolgreich und Lockyer wurde dabei in vier Spielen eingesetzt. Nach zwei weiteren Einsätzen in der UEFA Nations League 2020/21, die mit dem Aufstieg in Liga A endete, wurde er im Mai 2021 in den walisischen Kader für die EM 2021 nominiert. Bei der EM-Endrunde kam er aber nicht zum Einsatz. Auch in den anschließenden Qualifikationsspielen für die WM 2022 wurde er nicht eingesetzt. Lediglich im Freundschaftsspiel gegen Finnland am 1. September 2021 kam er zum Einsatz und spielte dabei über 90 Minuten.

## Zusammenbrüche auf dem Spielfeld
Nachdem Lockyer im Mai 2023 während des Aufstiegsspiels gegen Coventry City auf dem Rasen zusammenbrach, unterzog er sich einer Herzoperation.  Mitte Dezember 2023 im Auswärtsspiel beim AFC Bournemouth brach er in der 59. Minute erneut auf dem Spielfeld zusammen und erlitt einen Herzstillstand. Das Spiel wurde beim Stand von 1:1 abgebrochen. Tags darauf war er ansprechbar und befand sich in einem stabilen Zustand.